# Martinus van Scheltinga (1736-1799)
Martinus van Scheltinga (Leeuwarden, 28 oktober 1736 - Heerenveen, 5 maart 1799) was een Nederlands bestuurder. 

## Biografie
Van Scheltinga was een zoon van Daniël de Blocq van Scheltinga, secretaris van Schoterland en later burgemeester van IJlst, en van Aletta Catharina Lycklama à Nijeholt. Daniël was een zoon van Martinus van Scheltinga en Amalia van Coehoorn. Aletta Catharina was een dochter van Pierius Lycklama à Nijeholt, raadsheer aan het Hof van Friesland, en Catharina Jansonius. Martinus is een telg van de familie Van Scheltinga. 
Martinus van Scheltinga promoveerde in 1759 te Utrecht in de rechten. Reeds in 1758 kwam Martinus voor als Volmacht ten Landsdage namens Schoterland. Deze functie bekleedde hij tot 1795. Verder was Van Scheltinga: gecommitteerde van Provinciale Rekenkamer van Friesland, ontvanger-generaal van de Admiraliteit van Friesland en lid van Gedeputeerde Staten van Friesland.
In 1769 kocht hij een pand aan de Grote Bredeplaats in Harlingen. In 1777 volgde hij zijn neef Menno Coehoorn van Scheltinga op als grietman van Schoterland. Het pand in Harlingen werd hierop verkocht in 1780. Te Heerenveen bewoonde Martinus de Scheltinga State. Deze state werd in 1841 afgebroken en ter plaatse werd een katholieke kerk gebouwd. Deze kerk werd in 1933 vervangen door de huidige Heilige Geestkerk.
In 1795 werd hij ten tijde van de Bataafse Revolutie uit het ambt van grietman gezet. Van Scheltinga overleed te Heerenveen in 1799 en werd begraven op het Westerkerkhof te Leeuwarden. Gedurende de Franse tijd was zijn oudste zoon Daniël de Blocq van Scheltinga maire van Schoterland. Na het herstel van het grietmanschap in 1816 werd Martinus' jongste zoon Menno Coehoorn van Scheltinga de eerste grietman, opgevolgd door Martinus' schoonzoon Pompejus Onno van Vierssen. 

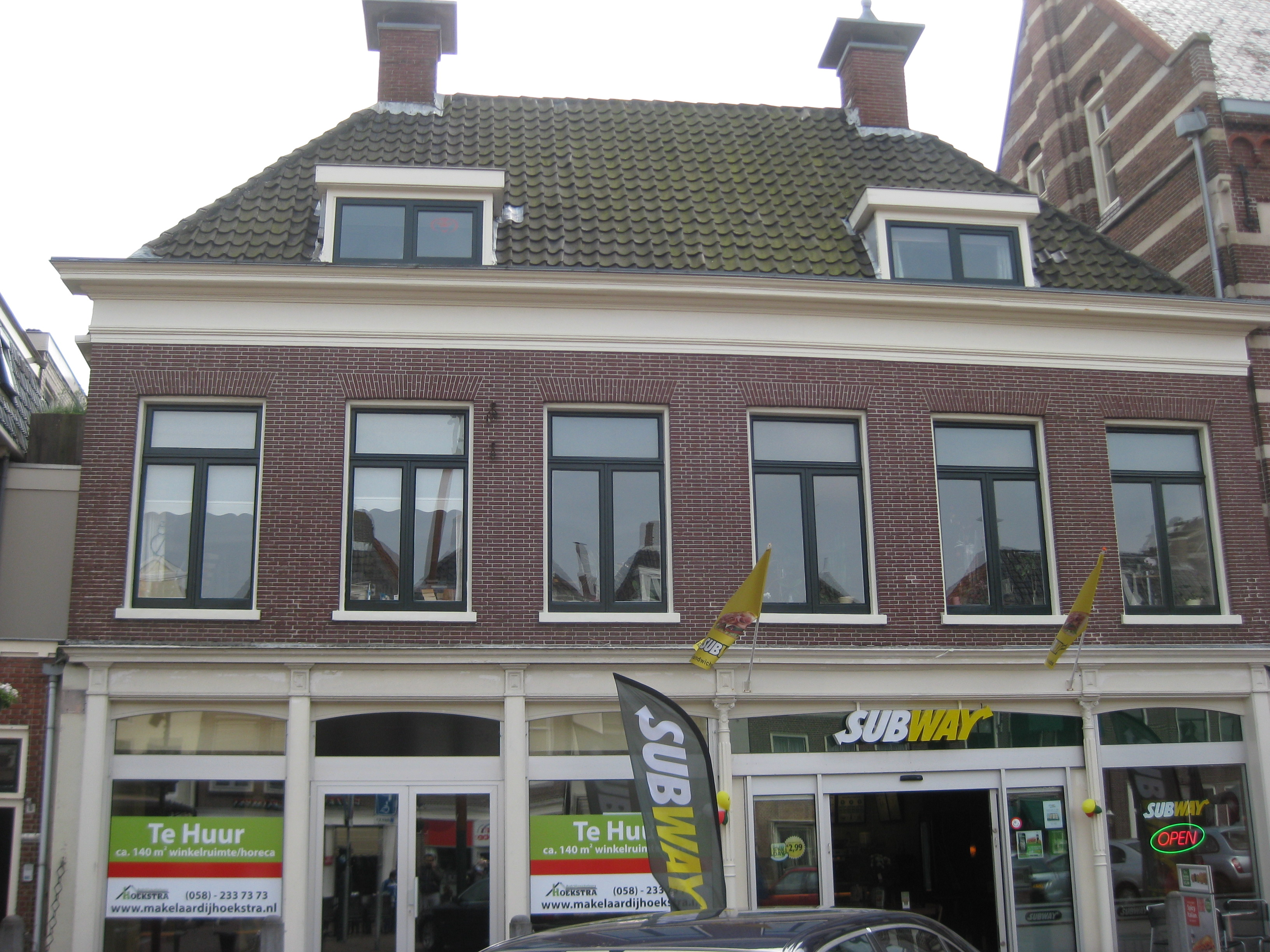
Het monumentale pand aan de Grote Bredeplaats in Harlingen dat Martinus van Scheltinga in 1769 kocht en verkocht in 1780.

## Huwelijk en kinderen
Martinus trouwde in 1764 te Leeuwarden met Wisckje van Bouricius (1742-1795), dochter van Cornelis Livius van Bouricius en Elske van Vierssen. Martinus woonde ten tijde van het huwelijk in Stavoren. De eerste kinderen van het echtpaar werden geboren in Harlingen en de jongere kinderen werden geboren in Heerenveen. Het echtpaar kreeg de volgende kinderen:
1. Daniël de Blocq van Scheltinga (1767-1816), maire van Schoterland en grietman van Aengwirden. Hij trouwde met Mintje Wiarda. Zij was een dochter van Hans Willem Wiarda, secretaris van Wonseradeel, en Dieucke Yntes Yntema. Hun zoon Hans Willem de Blocq van Scheltinga was onder meer grietman van Schoterland van 1834 tot 1851. Na het overlijden van Mintje hertrouwde hij met haar nicht Sjoerdtje Wierdina Wiarda.
2. Elisabeth van Scheltinga (1768-1847).
3. Aletta Catharina van Scheltinga (1770-1844), trouwde met Marcus van Heloma, drost van Aengwirden, Schoterland en de Stellingwerven en Volmacht ten Landsdage.[8] Hun zoon Nicolaas van Heloma was onder meer grietman van Weststellingwerf.
4. Amalia Wiskje van Scheltinga (1771-1772), jong overleden.
5. Martha Kinnema van Scheltinga (1774-1847), trouwde met Pompejus Onno van Vierssen, grietman van Schoterland van 1820 tot 1834.
6. Cornelia Livia van Scheltinga (1775-1852), getrouwd met Ruardus Nauta, lid van Provinciale Staten.
7. Menno Coehoorn van Scheltinga (1778-1820), grietman van Schoterland van 1816 tot 1820. Hij trouwde met Catharina Johanna van Eysinga. Zij was een dochter van Frans Julius Johan van Eysinga, grietman van Doniawerstal, en Clara Tjallinga Aebinga van Humalda.
8. Amalia Wiskje van Scheltinga (1780-1810), getrouwd met Isaac de Swart, lid van Provinciale Staten.
9. Catharina Christine van Scheltinga (1782-1845), trouwde met de Duitser Johan Frederik Kauert,
10. Wilhelmina Cecilia van Scheltinga (1783-1825), trouwde met de Duitser Johan Marinus van Rappard.

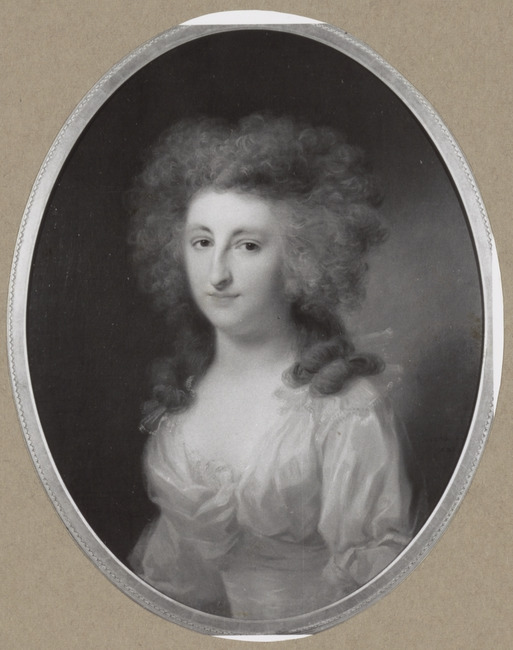
Portret van Wisckje van Bouricius, geschilderd door Johann Friedrich August Tischbein.
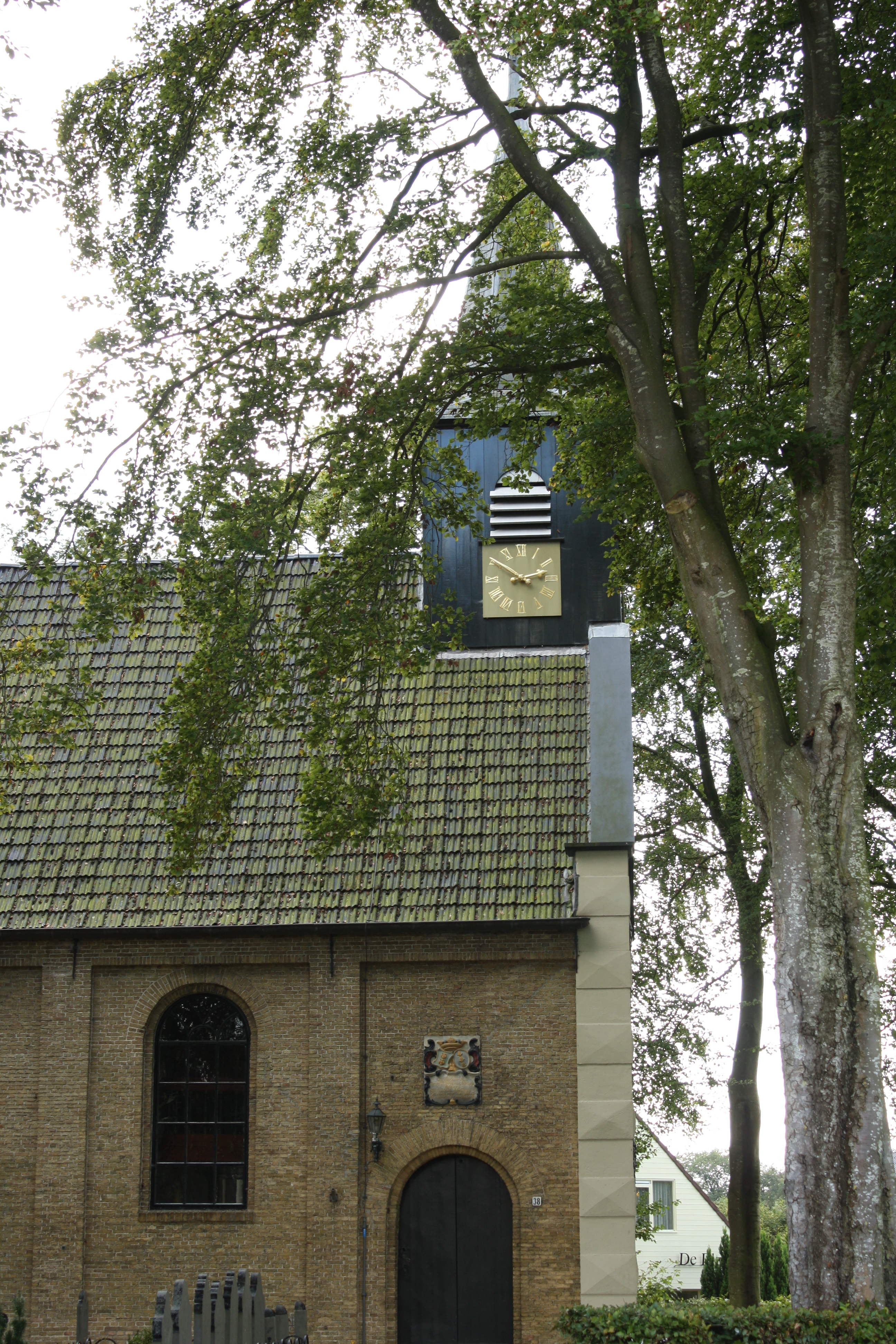
De kerk van Nieuwehorne met herdenkingssteen die herinnert aan de legging van de eerste steen door Daniël de Blocq van Scheltinga in 1778